# Fernando Germani
(Ferdinando Germani)
Ferdinando Germani, più noto come Fernando (Roma, 5 aprile 1906 – Roma, 10 giugno 1998), è stato un organista italiano.

## Biografia
Nato a Roma, bambino prodigio, a soli quattro anni si esibisce in pubblico suonando il violino ed il pianoforte. A otto anni inizia a studiare composizione con Ottorino Respighi e successivamente pianoforte e organo con Raffaele Manari. Non ancora quindicenne, diviene organista dell'Orchestra dell'Augusteo a Roma. Giovanissimo, avvia la sua carriera di concertista nel 1927 con una tournée negli Stati Uniti organizzata dalla Ambasciata americana a Roma, che gli procura ben presto una notevole fama internazionale. Dal 1931 al 1933 ricopre l'incarico di direttore del dipartimento di organo presso il Curtis Institute di Philadelphia. Nel 1934 diviene professore di organo presso il Conservatorio Santa Cecilia fino al 1976. Nel 1932 fonda, insieme al conte Chigi, l'Accademia musicale Chigiana di Siena.  Negli anni tra il 1948 e il 1959 svolse la mansione di organista presso la Basilica di San Pietro in Vaticano. Nel 1936 divenne anche membro dell'Organ Music Society.
Ci furono divergenze con Luigi Ferdinando Tagliavini, altro celebre organista e organologo dell'epoca: secondo Tagliavini la musica per organo andava filologicamente eseguita solo su strumenti originali o su ricostruzioni di organi fedeli ai modelli relativi alla musica da eseguirsi.
Subito dopo la Seconda guerra mondiale, nel 1945, fu il primo musicista italiano ad eseguire l'integrale per organo di Johann Sebastian Bach, seguita da quelle di Max Reger e César Franck. L'elettricità necessaria per il funzionamento del grande organo della chiesa di S. Ignazio fu fornita dalla Marina militare americana. Ai concerti del ciclo fu permesso di assistere anche ai prigionieri tedeschi della guerra.
Formulò una nuova tecnica per l'uso del pedale che rivoluzionò le possibilità esecutive nel campo organistico, principalmente sistematizzando i movimenti e dando al piede una posizione composta al pari delle mani.
L'autorevolezza che gli era riconosciuta da tutti in campo organistico gli valse l'incarico conferitogli dal Ministero di fissare i programmi ministeriali del corso di Organo e composizione organistica presso i conservatori di musica italiani, tuttora in vigore per quanto riguarda il vecchio ordinamento di durata decennale.
Tra gli anni sessanta e settanta, Germani si esibì in alcune trasmissioni della neonata Rai che gli valsero una popolarità anche tra i non esperti del settore. Tra l'altro fu anche il progettista del grandioso organo Tamburini dell'Auditorium del CPTV RAI di Napoli.
Famoso fu il brano Cantata per Venezia, di Fabio Germani, che eseguì diverse volte durante le sue esibizioni.
Morì nel 1998 a Roma, all'età di 92 anni.

## Attività
Nonostante il suo indiscusso prestigio, le esecuzioni di Germani furono criticate sotto diversi aspetti. In particolare per l'uso di organi sinfonici per il repertorio bachiano in quanto il suo pensiero era rivolto principalmente alla musica indifferentemente dallo strumento (il principio filologico oggi prevalente vuole invece che ogni repertorio sia suonato sul tipo di strumento, originale o riprodotto appositamente, per il quale fu concepito; l'esecuzione di Bach, un compositore tedesco della prima metà del '700, su un organo sinfonico, ossia di gusto e concezione del primo '900 principalmente inglese e statunitense e ispirato all'organaria francese romantica, viene quindi considerata inappropriata). Fu un apprezzato interprete della musica di Max Reger, registrò numerosi dischi con esecuzioni del grande compositore bavarese.
Nonostante la sua inclinazione per il grande repertorio organistico sinfonico riscoprì e revisionò la prima edizione moderna dell'opera integrale di Girolamo Frescobaldi.
Collaborò alla realizzazione della colonna sonora del film L'albero degli zoccoli di Ermanno Olmi eseguendo musiche per organo di Johann Sebastian Bach.
Scrisse anche un Metodo per organo in quattro volumi. Tra i suoi allievi, provenienti da tutto il mondo, si ricordano l'organista, compositore e direttore di coro e d'orchestra Giuseppe Agostini, l'organista olandese naturalizzato italiano Wijnand van de Pol, lo statunitense James Edward Goettsche, suo successore alla Basilica di San Pietro in Vaticano, l'organista della cattedrale di Zagabria Hvalimira Bledšnajder, l'inglese Nicolas Kynaston, il direttore di coro e d'orchestra Helmuth Rilling, l'italiano Roberto Marini e molti altri.

## Discografia
Amplissima, in considerazione anche del periodo in cui visse, la produzione discografica.
Solo alcuni titoli:
- J.S.Bach: Complete Organ Works, EMI HMV
- M. Reger, Composizioni per Organo, Edizioni RAI
- Bach: Organ Music, Capitol
- Fernando Germani at the Festival Hall, EMI HMV
- Fernando Germani plays Bach at Royal Festival Hall London, Seraphim
- Fernando Germani Cantata per Venezia (esecuzione vedi You Tube)